# リピエーノ
リピエーノ（イタリア語：ripieno, 「詰め物・埋め草」）とは、合奏協奏曲においてトゥッティから大小に別れたアンサンブルのうち、より大きな集団を指す音楽用語である。リピエーノの反対語が、複数の独奏者からなるコンチェルティーノ（concertino）である。リピエーノとコンチェルティーノの関係は、バロック音楽特有の対比の原理に基づいており、主題の性格や音型、テクスチュアに相違が見られる。また音量の面から、リピエーノとコンチェルティーノの対比を、ジョヴァンニ・ガブリエーリ以来のフォルテとピアノの対比になぞらえることも可能であり、バッハが《イタリア協奏曲》において、フォルテをリピエーノ、ピアノをコンチェルティーノの意味で用いたこともそこから理解される。
なお、数字付き通奏低音を演奏する際に付け足される音のこともリピエーノという。